# Wílmer López
Wilmer Andrés López Arguedas (Alajuela, 3 agosto 1971) è un ex calciatore costaricano, di ruolo centrocampista, tecnico dell'Alajuelense.

## Carriera

### Club
Ha debuttato in Costa Rica col Carmelita nella stagione 1991-1992. Nel 1993 passò all'Alajuelense. Nel 1998 giocò per il Deportes Tolima, salvo poi ritornare nella stagione 1998-1999 all'Alajuelense. Successivamente passò al Pérez Zeledón. Nell'Apertura 2008 ritornò al Carmelita, con cui ha concluso la sua carriera agonistica nel 2009.

### Nazionale
López è stato anche un membro della Squadra Nazionale della Costa Rica con la quale ha giocato dal 1995 al 2003 e collezionato 76 presenze, è andato in competizione nella Coppa del Mondo FIFA del 2002 in Giappone e Corea del Sud; inoltre partecipò alla Coppa America 1997 in Bolivia e alla Coppa America 2001 in Colombia.

## Palmarès

### Club

#### Competizioni nazionali
- Campionato costaricano: 1

Alajuelense: Apertura 2020

#### Competizioni internazionali
- CONCACAF League: 1

Alajuelense: 2020
- CONCACAF Central American Cup: 1

Alajuelense: 2023